# ك. دويل ستيل
ك. دويل ستيل (بالإنجليزية: C. Doyle Steele)‏ هو سياسي أمريكي، ولد في 26 أكتوبر 1921 في الولايات المتحدة، وتوفي في 19 ديسمبر 1999 في الولايات المتحدة. حزبياً، نشط في الحزب الديمقراطي. وقد انتخب عضو مجلس نواب بنسيلفانيا.